# 敷波重治郎
敷波重治郎（日语：／ Shikinami Jūjirō，1872年2月12日—1965年7月24日），原名敷波重次郎，是一名日本解剖学家。敷波1872年（明治五年）出生于石川县金泽的一个商人家庭，后就读于第四高等学校（今金泽大学）医学部、1894年毕业。此后，敷波曾于东京帝国大学（今东京大学）进修解剖学，后入职仙台医学专门学校，在此期间于1906年-1908年间留学德国维尔茨堡大学。1915年仙台医学专门学校改组为东北帝国大学医科大学（今东北大学医学部），敷波获续聘。1922年，敷波重治郎前往新升格为医科大学的旧制冈山医科大学（今岡山大学医学部）任解剖学教授一职。1941年敷波重治郎宣布退休，升为名誉教授、获赠正三位。1965年（昭和四十年）病逝于日本冈山县，享年93岁。
在仙台医学专门学校任教期间，敷波重治郎曾教授过鲁迅解剖学（组织学）课程。

## 早年经历
1872年（明治五年）2月12日，敷波重治郎出生于于石川县金泽的一个商人家庭，是家中的次子。幼时敷波曾眼见众多居民因染上霍乱、风寒而死，由此萌生了学习医学的想法。敷波重治郎最终考入第四高等学校（今金泽大学）医学部，于1894年毕业。但在上学期间，敷波因为缺少学习费用而生活艰苦。根据敷波重治郎侄子的回忆，他颇以叔叔重治郎成为医生为荣。

## 学者生涯
从第四高等学校毕业后，敷波重治郎先是在第四高等学校医学部为外科医生担任助手，但这份工作并没有报酬。1896年，敷波重治郎前往东京帝国大学医科大学（今东京大学医学部）担任助手，专攻解剖学。1899年，与表妹朝尾幸结婚。1900年，敷波到仙台第二高等学校医学部任教。1901年，第二高等学校医学部独立为仙台医学专门学校（仙台医专）、敷波仍在仙台医专任教。

### 仙台医专、东北帝大
1901年，在大泽岳太郎的介绍下，敷波重治郎决定向校长推荐曾同在东京帝国大学解剖学教室研究学习的同窗藤野严九郎（即后来鲁迅笔下的藤野先生）到仙台医专任教。当年岁末，在敷波重治郎保举下，藤野严九郎成为了仙台医专的讲师。也是从这一年开始，直到1915年藤野离开改制为东北帝国大学医科大学的仙台医专时，敷波一直担任仙台医专一年级新生的班主任，而藤野则是副班主任。1904年（鲁迅入学仙台医专的同一年），敷波重治郎工资是1000日元。
仙台医专时期，敷波以德语向学生授课、且讲课风格生动有趣，给予学生的评分也较高。除此之外，敷波也很擅长运动，尤擅击剑、且气质也很积极。因为这些原因，敷波受到学生的喜爱和欢迎。相比之下，与敷波一同教授解剖学的藤野严九郎授课风格阴沉古板，而且给学生打分偏低，许多学生不能通过藤野教授的科目，因此很多学生厌恶藤野，与敷波形成鲜明对比。
1906年，敷波重治郎获学校推荐前往德国维尔茨堡大学留学，研习组织学。1908年归国。继仙台医专1912年改组为东北帝国大学医学专门部之后，1915年医学专门部升格为东北帝国大学医科大学，敷波重治郎获东北帝国大学医科大学聘为副教授（而藤野严九郎则因没有留学经历被东北帝国大学直接解聘）。
1919年10月，敷波重治郎获医学博士学位，论文题目是《关于鸟类脾脏原基的发生》。1921年8月，敷波重治郎曾前往中国出差。

### 前往冈山、晚年
1922年10月，敷波重治郎升为东北帝国大学正教授。不久之后，1922年12月，敷波重治郎调往新升格为大学的冈山医科大学（今冈山大学医学部）担任教授，成为该校解剖学教室的三名教授之一。1924年，敷波重治郎前往欧美各国访问，期间敷波曾在卡内基研究所研究胚胎肾脏的发育。
1928年，敷波重治郎获高等官一等荣誉（1928年）。1934年，获勋二等瑞宝章。1941年，69岁的敷波重治郎宣布退休，升为名誉教授、获赠正三位。1965年（昭和四十年）敷波重治郎病逝于日本冈山县，享年93岁。

## 人物
敷波重治郎在冈山医科大学任教期间，专注于胚胎学研究，曾发表多篇有关论文。敷波重治郎尤其专注于与比较胚胎学与人体器官早期发育有关的研究，为日本的胚胎学早期发展作出了重要贡献。
身边的亲朋回忆，敷波重治郎“是一个诚实、谦虚，关怀他人的人”。他热心照顾学生、也积极投身同乡会的工作。敷波重治郎曾被推荐为冈山医科大学校长，但敷波重治郎为专注于研究拒绝了这一提名。

## 与鲁迅的关系
鲁迅在仙台医专学习期间，曾受到敷波重治郎与藤野严九郎（即鲁迅笔下的藤野先生）的特别关照。当时敷波重治郎与藤野严九郎共同为鲁迅教授解剖学课程。不过，从鲁迅的课堂笔记上分析，敷波重治郎对鲁迅的教导不如藤野严九郎细心：鲁迅课堂笔记虽然大部分内容都是敷波重治郎教授的课程，但大部分批改与说明都是由藤野严九郎作出。最后，鲁迅在敷波重治郎负责的组织学部分中获得73.7分（满分100分）。藤野严九郎负责的解剖学部分鲁迅则是只获59.3分，没有及格。鲁迅和同级学生曾在敷波重治郎赴德国维尔茨堡大学留学前与敷波重治郎有过合影。
鲁迅在后来在回忆恩师藤野严九郎的文章《藤野先生》中写道：“…解剖學是兩個教授分任的。最初是骨學。”除藤野严九郎之外的另一个教授即敷波重治郎，本句也是《藤野先生》一文中对敷波重治郎唯一的描述。虽然鲁迅在文中记述骨学部分的授课老师是藤野，但根据后来的考证，当年解剖学的骨学部分并非由藤野负责，而是由敷波重治郎讲授。